# Liste der Bischöfe von Mazara del Vallo
Die folgenden Personen waren Bischöfe des Bistums Mazara del Vallo auf Sizilien in Italien:
- Stefan De Ferro (1093–1142)
- Umbert oder Oberto (1144–1155)
- Tustino (1156–1180)
- Matteo (...–1186)
- Lorenz (1188–)
- unbekannt (1193)
- unbekannt (1198–1199)
- Pietro (1200–1201)
- unbekannt (1208)
- unbekannt (1215)
- Giuliano (1220–1226)
- Giovanni (1239–1245)
- Benvenuto (1246–1254)
- Nicolò (1256–1270)
- Giovanni De Ferro (1271–1283)
- Guglielmo (1283–1288)
- Giovanni (...–1300)
- Fulco oder Fulcone (1304–...)
- Goffredo De Roncioni (1305–1313)
- Pellegrino De Pactis (1317–1325)
- Pietro Rogato, Rauna oder Ragona (1326–1330)
- Ferrer De Abella (1330–1334)
- Ugone Da Vich (1335–1342)
- Bernardo (1342–1346)
- Raimondo De Montechateno (1347–1349)
- Guglielmo Monstrio (1349–1356)
- Gregorio (1357–1362)
- Francesco Di Catania (1362–1363)
- Ruggero Da Piazza, O.F.M. (1363–1383)
- Francesco De Regno, O.P. (1386–1388)
- Francesco (1388–1391)
- Francesco Vitale oder De Vitalis (1391–1413)
- Giovanni De Rosa (1415–1448)
- Bessarion (1449–1458), zum Kardinal erhoben, Humanist und Papstkandidat
- Giovanni Burgio (1458–1467)
- Paolo Visconte oder Bisconte (1467–1469)
- Giovanni Montaperto-Chiaramonte (1469–1484)
- Giovanni Castrioto (1485–1503)
- Giovanni Villamarino (1503–1525)
- Giovanni D’Aragona (...–1525)
- Agostino De Francisco (1525–1526)
- Girolamo De Francisco (1526–1530)
- Giovanni Omodei (1530–1542)
- Girolamo Termine oder De Terminis (1543–1561)
- Giacomo Lomellino Del Campo (1562–1571)
- Giovanni Beltrano De Ghevara (1571–1572)
- Antonio Lombardo (1573–1578)
- Bernardo Gasch oder Gascó (1579–1586)
- Luciano Rosso oder De Rubeis (1589–1602)
- Giovanni De Gantes (1604–1605)
- Marco La Cava (1605–1626)
- Francesco Sanchez De Villanueva oder Vega (1630–1635) (auch Erzbischof der Kanarischen Inseln)
- Giovanni Domenico Spinola (1636–1646)
- Diego Requesens (1647–1650)
- Carlo Impellizzeri (1650–1654)
- Giovanni Lozano, O.S.A. (1655–1669) (auch Erzbischof von Palermo)
- Giuseppe Cigala (1670–1678)
- Carlo Reggio (1681–1683)
- Francesco Maria Graffeo (1685–1695)
- Bartolomeo Castelli (1695–1730)
- Alessandro Caputo (1731–1741)
- Giuseppe Stella (1742–1758)
- Girolamo Palermo (1759–1765)
- Michele Scavo (1766–1771)
- Ugone Papé di Valdina (1772–1791)
- Orazio Della Torre (1792–1811)
- Emanuele Custo (1816–1829)
- Luigi Scalabrini (1832–1842)
- Antonio Salomone (1845–1857)
- Carmelo Valenti (1858–1882)
- Antonio Maria Saeli (1882–1900), Titularbischof von Hippos
- Gaetano Quattrocchi (1900–1903)
- Nicolò Maria Audino (1903–1933)
- Salvatore Ballo Guercio (1933–1949)
- Gioacchino Di Leo (1950–1963)
- Giuseppe Mancuso (1963–1977)
- Costantino Trapani, OFM (1977–1987)
- Emanuele Catarinicchia (1987–2002)
- Calogero La Piana, SDB (2003–2007)
- Domenico Mogavero (2007–2022)
- Angelo Giurdanella (seit 2022)